# Dong Tuna
Dong Tuna est un guerrier ainsi que le second chef des "Trois Ravins", clan des tribus Nanman sous Meng Huo, ayant vécu durant l'époque des Trois Royaumes en Chine antique. 
Lorsque Zhuge Liang partit en campagne militaire contre les Nanman, l’aide de Dong Tuna fut demandée par Meng Huo. À la tête d’une division comptant 50 000 hommes, il fut pris d’assaut dans son camp par Wei Yan et Wang Ping. Toutefois, il réussit à se sauver dans les montagnes avec Ahui Nan, pour être enfin capturé par Zhang Yi. 
Il fut relâché et par après, il organisa la capture de Meng Huo et le livra à Zhuge Liang. Meng Huo fut toutefois à son tour relâché et planifia une embuscade dans laquelle il se vengea en faisant assassiner Dong Tuna.

## Informations complémentaires

### Autres articles
- Chroniques des Trois Royaumes
- Trois Royaumes de Chine
- Ancien peuple de Chine